# Phalops candezei
Phalops candezei är en skalbaggsart som beskrevs av Lansberge 1883. Phalops candezei ingår i släktet Phalops och familjen bladhorningar. Inga underarter finns listade i Catalogue of Life.